# 히키코모리
히키코모리(일본어: 引きこもり, 영어: hikikomori, pulling inward, being confined) 또는 은둔형 외톨이(隱遁型 - ) 혹은 사회적 위축(社會的 萎縮, 영어: (severe) social withdrawal)은 사회 생활을 극도로 멀리하고, 방이나 집 등의 특정 공간에서 나가지 못하거나 나가지 않는 사람과 그러한 현상 모두를 일컫는 일본의 신조어이다. 은둔형 외톨이라고도 한다. 이와 같은 증상은 1970년대부터 하였지만, 은어처럼 쓰이던 히키코모리의 개념은 2003년 일본의 정신건강의학과 의사 사이토 다마키 (齋藤環)가 처음으로 일본 언론에 소개했고, 2005년에는 사이토 다마키의 책이 대한민국에도 간행되면서, 자신의 저서를 통해 대한민국으로도 소개하였다. 일본에서 발생하는 문화의존증후군에 의한 증상 중 하나로 히키코모리는 질병이나 장애가 아니며 다양한 심리적·사회적 요인으로부터 비롯된 상태로 본다. 일본의 출판사 이와나미 쇼텐에서 간행하는 일본어 사전 고지엔의 2008년 1월 출간되는 여섯째 판에 ‘引き籠もり’라는 표제어로 최초 수록되었다. 대한민국에서는 우리말 다듬기에서 폐쇄은둔족(閉鎖隱遁族)이라는 말로 다듬기도 했으나, 현재는 일반적으로 은둔형 외톨이라는 단어가 더 많이 사용된다.

## 정의
- 일본 후생노동성 국립 정신·신경 센터 정신 보건 연구소 사회복귀부는 "다양한 요인에 의해 사회 참여의 폭이 좁아져, 취직이나 취학 등 집 바깥의 생활 환경이 장기간에 걸쳐 없어지는 상태"(さまざまな要因によって社会的な参加の場面がせばまり、就労や就学などの自宅以外での生活の場が長期にわたって失われている状態)라고 규정하였다.[6]
- 또, 일본의 정신건강의학과 의사 사이토 다마키 (斎藤環)는 '사회적 히키코모리'에 대하여 "20대 후반까지 그러한 문제가 지속되어 반년 이상 집 안에 틀어박혀 사회 생활을 하지 않는 상태가 지속되는데 다른 정신 장애가 가장 직접적인 인원이라고 생각하기 힘든 것"(20代後半までに問題化し、6ヶ月以上、自宅にひきこもって社会参加しない状態が持続しており、ほかの精神障害がその第一の原因とは考えにくいもの)이라고 정의내렸다.[7]

《사회적 히키코모리 - 끝나지 않은 사춘기》(社会的ひきこもり 終わらない思春期)를 펴내면서 사이토 타마키는 히키코모리라는 말을 가장 먼저 사용했는데 이로 인해 히키코모리가 사이토 타마키의 조어라고 생각한 사람들도 있지만 사이토 타마키는 이 책에서 사회적 히키코모리는 영단어 Social withdrawal의 직역이라고 밝혔다.

## 현황

### 일본

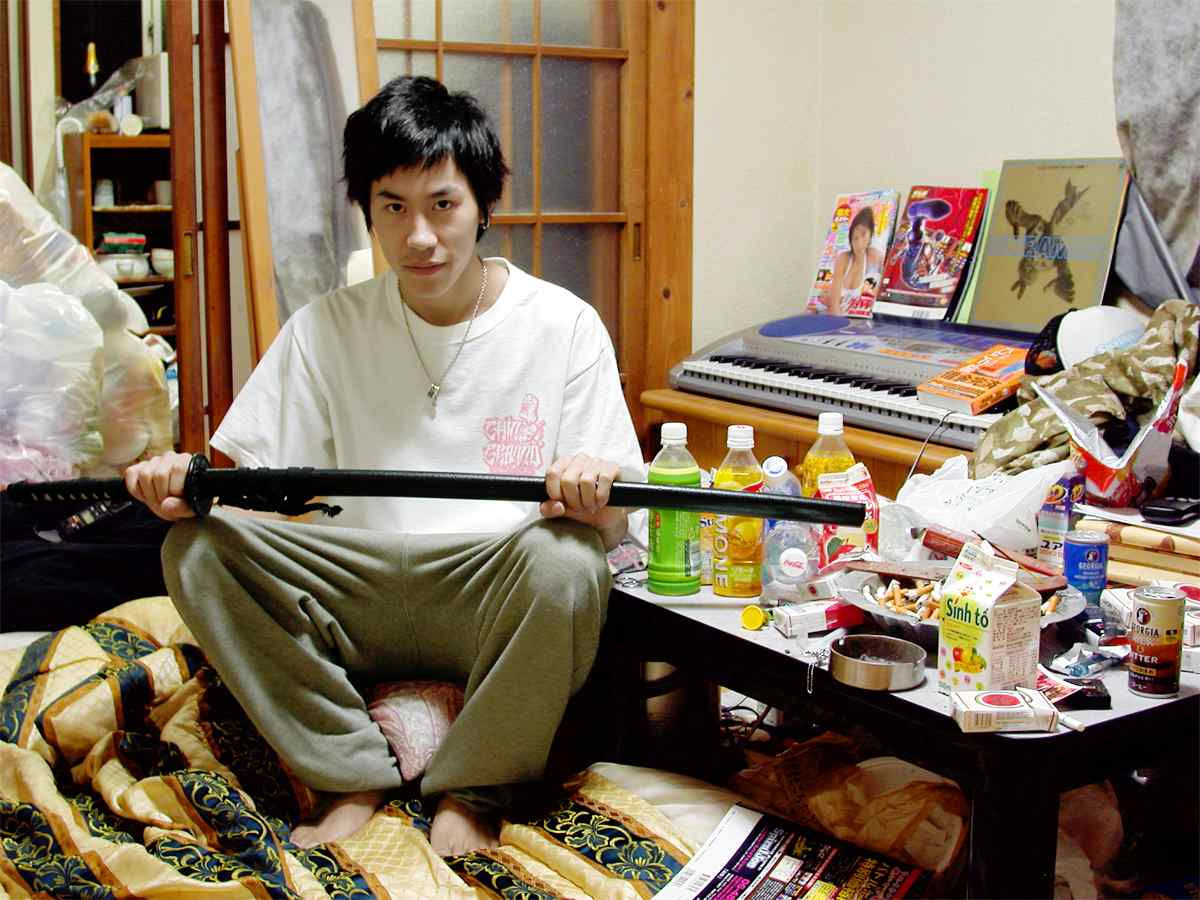
일본의 히키코모리 남성 (2004년)

1970년대와 1980년대의 이지메, 등교거부 현상과 거품경제로 인한 청년실업, 취업난 등 다양한 이유로 자기 방으로 들어가 나오지 않는 청년들이 급증하였다. 일부는 자기만의 흥미에 몰두하여 오타쿠라고 규정되었는데, 이들 오타쿠는 자신과 취미, 흥미가 맞는 사람과는 연락, 교류하는 반면 히키코모리는 외부 왕래를 거의 하지 않는 점이 차이점이다. 한때 1989년의 미야자키 쓰토무의 유아납치 살해사건이 크게 조명되면서 오타쿠와 히키코모리는 비슷한 의미로 오인되기도 하였다.
2003년 당시 일본의 히키코모리 문제는 20~30대 에도 해당되는 문제로 보고되었다. 당시 일본의 히키코모리는 60% 정도가 20~30대로 이미 청소년 문제의 범위를 벗어난 사회문제로 지적되었다.
2011년 기준 일본 내 히키코모리는 70만명 가량으로 조사되며, 앞으로 히키코모리로 발전할 가능성이 있는 인구는 155만명에 달한다. 은둔형 외톨이는 남성이 66%로 여성보다 많았고, 30대가 46%로 가장 많았다. 반면 은둔형 외톨이 위험군은 여성이 63%, 10대가 31%였다. 은둔형 외톨이가 된 계기는 ‘직장생활에 적응하지 못해서’와 ‘질병 때문에’가 각각 24%로 높은 비중을 차지했다. ‘취직이 여의치 못해서’가 20%로 뒤를 이었다.
사이토 다마키는 약 100만 명의 히키코모리가 일본에 있다고 추산했지만(일본 남자 청소년의 20%, 전 인구의 1%에 달하는 숫자), 이후 그의 자서전 《박사의 기묘한 사춘기》(博士の奇妙な思春期)에서 이 숫자는 관심을 끌려고 자신이 만든 숫자이고 사실적인 근거는 없다고 했다.
일본에서 등교 거부는 성비가 같다. 하지만 성숙해가는 소년과 소녀에 대한 사회적 기대가 다르기 때문에 널리 보고된 사례에서 히키코모리는 대부분 남자 아이들이다. 2008년 이후, 일본에서는 히키코모리 범죄가 늘어나고 있다고 하여 문제가 되고 있다.
2016년 9월 일본 내각에 의하면 일본 전역 15-39세 히키코모리는 54만 1천명으로, 2011년에 비해 줄어들었다. 2017년 6월 일본에는 67개의 히키코모리 지원센터가 있다.

### 대한민국
1997년의 IMF 구제금융 사태와 1990년대 이후에 등장한 개인주의화의 영향으로 한국에서도 점차 히키코모리 및 취업, 직장생활 내에서의 부적응으로 인한 히키코모리화가 점차 증가하고 있다. 2001년 정신건강의학과 여인중 박사, 이시형 박사, 삼성사회정신건강연구소, 강북삼성병원 등이 함께 '은둔형 외톨이'에 대해 연구한 결과 한국에도 일본과 같은 '히키코모리'가 존재한다는 것을 최초로 밝혀냈다. 이 연구에서는 사회 변화에 따라 이들의 숫자는 점점 증가할 것이며, 심각한 사회경제적 문제가 될 수 있으므로 미리미리 대책과 연구를 진행해야한다고 하였다. 그러나 2000년대에는 과거 가부장제 잔재의 영향으로 히키코모리는 못난 사람 정도, 정신이상자 정도로 취급받아 별 주목받지 못하고 넘어가게 되었다.
2008년 한 보고서에 따르면 대한민국의 은둔형 외톨이는 2~30만명이 존재하는 것으로 나타났으며 IMF 외환위기 이후 급증하고 있는 것으로 추정된다는 보고서가 나오기도 했다.
2017년 6월 기준으로 대한민국에는 여전히 이들의 숫자에 대한 공식적인 통계가 없다.
사회적 기업 유자살롱 등이 은둔형 외톨이 문제를 해결하기 위해 노력하였다. 유자살롱은 2015년 폐쇄하였다. 히키코모리 문제는 사회적으로 우선순위가 낮기 때문에 지원도 없으며 무관심으로 방치된 상태다.

### 그밖의 국가
전격적인 사회 거부는 주로 일본의 현상이지만 유사한 현상이 중국, 대만, 홍콩 등 타 국가에서도 비슷한 행동을 하는 개인이 등장, 진행되고 있다.
미국, 캐나다, 영국, 오스트레일리아 등 영미권 자료에서도 히키코모리와 근본적으로 같은 현상이 발견되고 있다. 영국 BBC의 프로그램에서 일본의 히키코모리 현상에 대해 방영했을 때 BBC 홈페이지에는 시청자의 많은 글이 올라왔다. 그들이 개인적으로 본인 혹은 가족, 주변인이 히키코모리를 경험한 적이 있으며 일본에 국한된 현상이 아니라는 내용이었다.

## 원인
히키코모리가 되는 원인은 여러 가지가 있을 수 있다.
- 학교·회사에서 당하는 육체적·정신적 고통(왕따 등의)을 피하기 위해[15][16]
- 가족들과의 관계에서 발생한 트라우마[10], 가족들로부터의 지나친 간섭으로 인해 자신감을 갖지 못하고 성장한 경우[15][16]
- 사회에 압도되어 인생에 절망해 벌이는 자해 행위의 일종
- 자신이 보기 싫어하는 현실[10], 사람(들), 장소 등을 보지 않기 위해
- 속마음(本音)을 겉모습(建前)이라고 합리화시켜 사회나 어떤 상황이 기대하는 역할을 찾아내는 것이 어려운 경우
- 사회에 적응해야하는 시기임에도 불구하고 유아 다루듯이 무차별적인 부모의 지원, 도움

의외로 어릴적부터 공부도 잘 하고 말도 잘 하고 부모에게도 순종적인 아이들이 히키코모리가 되기 쉽다고 한다. 이들은 순탄하게 자라오던 어린 시절과 달리, 성인이 되면서 경험하게 되는 여러 가지 좌절을 극복하지 못하게 되고, 부모에게 미안한 마음과 원망을 동시에 가지게 되면서 점점 혼자만의 세계에 빠져들게 된다.

## 히키코모리가 되는 시기
주로 책임감이 부여되는 등 사회 생활을 시작하는 청소년부터 젊은 성년들이 히키코모리가 되는데, 이때 히키코모리가 된 사람이 사회로 복귀하지 못한 채 중년이 되기도 한다. 진학이나 취직 적령기에 놓인 사람들 외에 사회인으로서 자립한 사람들도 히키코모리가 될 수 있다. 성인 히키코모리들은 부모가 죽은 뒤가 걱정되어 부모의 죽음을 숨기고 연금을 부당하게 수급하는 등의 사건을 일으키기도 한다.

## 생활 습관
히키코모리는 방이나 집에서 나가지 않는 것으로 알려져 있지만, 모든 히키코모리가 그런 것은 아니다. 방이나 집에서 전혀 나가지 않는 사람들도 있는 반면, 장보기 같은 이유로 외출할 수 있는 사람들도 있다. 그러나 이들도 사회 생활은 어려워하는 경우가 많으며, 몇몇은 장 보는 와중에도 집에 빨리 들어가고 싶어한다.
밖에 나가지 않기 때문에 주야가 바뀐 생활을 하거나 인터넷 중독에 빠지는 등의 문제도 있다. 또 이런 생활 습관으로 인해 타인이나 사회와의 접촉이 더 어려워지는 악순환에 빠질 수도 있다.
히키코모리 스스로 노력하여 '이번에는 잘 해야지'하고 결심하는 경우는 종종 있지만 쉽게 극복하지 못한다. 학생을 예로 들면 '오늘 하루만 결석해야겠다. 내일부터는 잘 나가야지'하고 마음 먹지만 이것이 반복되어 일주일, 한 달, 한 학기 내내 학교를 가지 않게 된다.
사회 활동을 하지 않고, 하는 것은 식음을 전폐하거나 불규칙한 식사, 거의 식사를 하지 않고, 오랜 시간 잠을 자거나, 한 가지에 과도하게 몰입하거나, 가끔 일어나 끼니를 때우고 컴퓨터를 하는 것 등이 있다.

## 기타 증상
히키코모리는 자신의 삶에 문제가 있다는 건 인식하나, 그것이 히키코모리임을 잘 인정하려고 하지 않는다. 또한 자신이 마주한 힘든 상황에 대해 회피하려는 경향을 보인다.
자기 비하, 대인 과민, 피해 망상, 우울감을 가지고 있다. 정신 질환을 가지고 있는 경우도 있다. 폭력성을 지니고 있는 경우도 있다.

## 사회적 손실
은둔형 외톨이를 돕는 사회적 기업 K2 인터내셔털 고모리 모토무 대표에 의하면 일본에서 25세부터 65세까지 경제활동을 한 사람이 낸 세금에 비해, 같은 기간 은둔형 외톨이로 지내며 기초생활수급자로 지낸 사람이 낸 세금은 약 16억 8000만 원이나 차이가 난다고 한다. 이것은 한명에 대한 수치로, 히키코모리의 숫자가 꽤 된다는 점은 히키코모리 문제가 생각보다 더욱 중요한 사회적 문제라는 지적이다.
젊은 시절 히키코모리가 된 사람이 부모의 경제력에만 의존하다가 시간이 흘러 부모의 경제력이 사라질 무렵 더욱 심리적으로 구석으로 몰리면서 자살하거나 폭력성을 드러내 범죄를 일으킬 수 있다.

## 히키코모리의 사회 복귀
히키코모리로부터 탈출해 사회에 복귀한다 해도 학생일 경우 또래 학생보다 학업 성취가 뒤처져 생기는 학력 격차로 인해 다시 히키코모리가 될 가능성이 크다. 사회인일 경우 이력서의 공백 기간(히키코모리였던 기간)으로 인해 취직에서 불이익을 받아 사회 복귀가 쉽지는 않다.
히키코모리 스스로 무기력함을 극복하긴 힘들다. 히키코모리 증상을 보이는 사람들끼리 강제로 공동생활을 하게 되면 장기간에 걸쳐 상황이 호전될 수 있다. 부모의 적극적인 개입이 도움이 될 수 있다. 그러나 다양한 방법을 시도해보아도 단기간에 해결되지 않으며, 엄청난 시간, 노력, 돈이 들 수도 있다. 히키코모리의 사회 복귀를 위해서는 혼자서만 생활하는 공간을 바꿔주는 것, 본인 스스로 희망을 발견할 수 있게 만들 방법을 찾는 것이 중요하다.
히키코모리에 대한 지원에는 일반인에 비해 5-10배의 인적·물적 자원이 들어간다. 사회적 무관심에 따라 정부 지원이 쉽게 줄어드는 난점도 있다.

## 오타쿠와의 차이점
오타쿠와 히키코모리 모두 자기만의 세계에 빠지는 공통점이 있다. 그러나 히키코모리는 외뷰와의 교류가 일절 없이 철저하게 자기 자신을 고립시키는 것에 비교하여 오타쿠는 자신과 같은 취향이나 취미를 가진 사람들과는 온라인 상에서든 또는 가끔 만나는 등의 어울리거나 일종의 친목을 형성한다는 점이 히키코모리와의 차이점이다.
1980년대 말 일본의 유괴 살인범이 오타쿠로 확인되면서 한때 오타쿠와 히키코모리는 동일한 의미로도 해석되었다. 1989년, 미야자키 쓰토무 사건은 오타쿠들에 대해 매우 부정적으로, 일본의 사회적인 주목을 받게 만들었다. 여아 4명을 살해한 미야자키는, 피해자들의 영상 및 사진들과 함께 애니메이션과 슬래셔 영화를 포함한 5,763개의 비디오 테이프를 가지고 있었다. 그 해에, 정보지 별책 다카라지마(別冊宝島)는 제104권에서 오타쿠를 주요 주제로 다루었다. 이 책은 이후 '오타쿠의 책'(おたくの本)으로 불리게 되었으며, 오타쿠라는 단어는 이후 일본에서 빠르게 퍼져 널리 사용되었으나, 1990년대에는 사회 부적응자를 의미하여, 반감이 담긴 경멸적인 어조로 사용되었다.

## 히키코모리와 관련된 문화 상품

### 책
- 시오쿠라 유타카(塩倉裕), 《히키코모리 젊은이들(引きこもる若者たち)》Village Center출판국, 1999년
- 2002년. 무라카미 류, 《지상에서의 마지막 가족》(最後の家族)
- 2002년. 타키모토 타츠히코, 《NHK에 어서 오세요》(NHKにようこそ!)
- 2002년. PEACH-PIT, 《로젠 메이든》(ローゼンメイデン) 시리즈
- 2009년, 이소베 우시오, 《스타벅스로 간 은둔형 외톨이》

### 영화
- 2006년. 토일렛 픽쳐스 & (주) 영화세상, 《아파트》
- 2009. 김씨 표류기

## 같이 보기
- 백수
- 니트족
- 일하면 지는 거라고 생각합니다